# EasyKOM
EasyKOM är ersättaren för SklaffKOM på Skom SöderKOM BBS. EasyKOM började utvecklas 2001 av Harald Fragner, Carl Krig och Mikael Kjellström. 
Systemet har en modern skiktad arkitektur med en SQL-databas i grunden och kombinerar de bästa funktionerna från tidigare KOM-system.
Datalagret är skrivet i Java + GLUE från TheMindElectric.com (en webb-/applikationsserver).
De första klienterna är skrivna i C#. För närvarande (2002-04) finns en konsolklient och en Telnet-server samt några enkla utvecklingsversioner av grafiska och webbaserade klienter. Det går att skriva klienter för vilken plattform/språk som helst bara det kan prata SOAP eller JSON, SOAP valdes då det fanns tillgängligt till de plattformar som vi ville använda det vill säga .NET och Java/Unix.
JSON-stöd utvecklades 2010 för smidigare kommunikation med mobila enheter, och i samband med det släpptes den första klienten för Android -- SKOMdroid.
Systemet är skalbart i både frontend och backend.
EasyKOM använder egenutvecklade SMTP- och Telnet-servrar.
Det är helt öppet för vem som helst att skriva egna klienter eller tillbehör till. Så länge man kan använda SOAP så kan man använda vilken plattform eller språk som helst för att komma åt backend-systemet.